# Dado de pelúcia

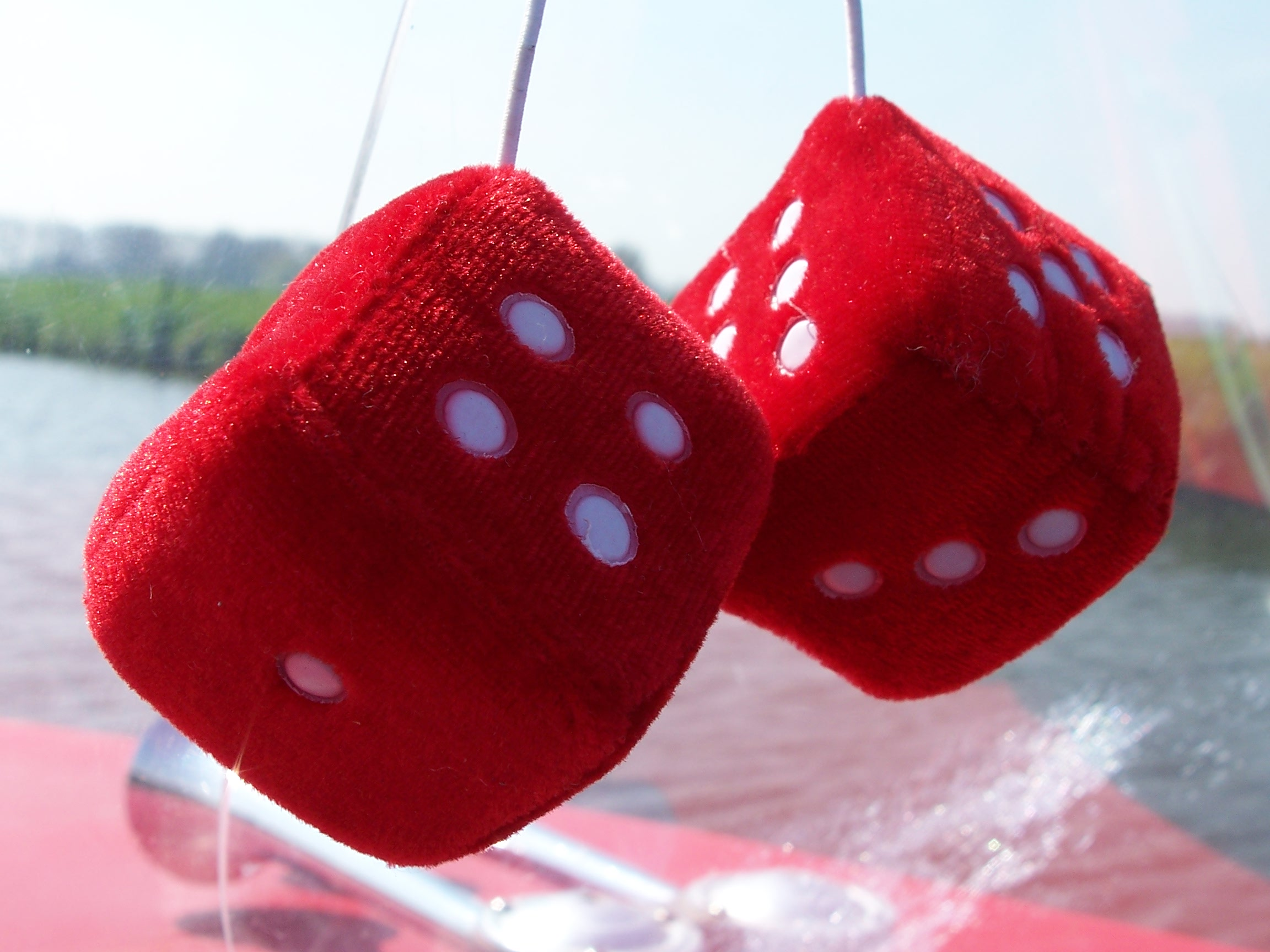
Dados de pelúcia

Dado de pelúcia é um elemento decorativo utilizado em automóveis, mais precisamente amarrados no retrovisores.

## Origem
Os primeiros utilizadores do ornamento foram os Estados Unidos na década de 1950, e hoje é considerado por lá, o principal ornamento para o espelho. Seu significado exato não é consenso, mas conforme uma das teorias existentes afirma que aviadores americanos da Segunda Guerra Mundial usavam esses dados em seus aviões para chamar boa sorte nos combates.
O ápice de sua utilização se deu nas décadas de 70 e 80. Desde então, sua popularidade caiu nos Estados Unidos, mas de certa forma, na década de 2000 subiu em países latinos e orientais como Brasil e Japão. O ato de colocar objetos no espelho retrovisor é proibido em diversos países por atrapalhar a visão e ocasionar possíveis acidentes.
Porém, na legislação brasileira, não há nada específico que proíba a prática.

### Brasil
No Brasil, existe uma falsa interpretação dos dados que remete aos seus utilizadores como praticantes de racha, e que estes estariam sempre disponível para a prática quando os dados estiverem por lá.